# Lúcio Papírio Cursor (cônsul em 326 a.C.)
Lúcio Papírio Cursor (em latim: Lucius Papirius Cursor) foi um político da gente Papíria da República Romana, eleito cônsul por cinco vezes, em 326, 320, 319, 315 e 313 a.C., com Caio Petélio Libo Visolo, Quinto Publílio Filão, Quinto Áulio Cerretano, Quinto Publílio Filão novamente, e Caio Júnio Bubulco Bruto respectivamente. Foi também ditador em 324 e 309 a.C.. e mestre da cavalaria (magister equitum) do ditador Lúcio Papírio Crasso em 340 a.C.
Foi considerado o melhor general romano da Segunda Guerra Samnita. Lúcio Papírio Cursor era seu filho.

## Identificação
Segundo Lívio, recebeu o agnome "Cursor" por causa da extraordinária velocidade de suas corridas:
| “ | Tinha pernas extremamente velozes, o que lhe valeu o apelido de Cursor e diz-se que, em seu tempo, ninguém conseguia vencê-lo numa corrida, seja pela sua grande força física, seja pela sua extraordinária técnica. Além desta característica, gostava de comer e era um bebedor formidável. | ” |
|   | — Lívio, Ab Urbe condita IX, 16. |   |

## Mestre da cavalaria (340 a.C.)
Em 340 a.C., foi escolhido mestre da cavalaria pelo ditador Lúcio Papírio Crasso.

## Primeiro consulado (326 a.C.)
Foi eleito cônsul em 326 a.C. com Caio Petélio Libo Visolo, o primeiro ano da Segunda Guerra Samnita.
| “ | Ao final, houve um interregno e, depois de repetidos adiamentos das eleições, sempre com base em novos pretextos, finalmente o décimo-quarto interrex, Lúcio Emílio, nomeou cônsules Caio Petílio e Lúcio Papírio Mugilano. Em outros documentos, encontrei, para este último, o sobrenome Cursor. | ” |
|   | — Lívio, Ab Urbe condita VIII, 23. |   |

Durante seu mandato, foi promulgada a Lex Poetelia-Papiria, que aboliu definitivamente o nexum, uma forma de escravidão por dívida de cidadãos romanos, um pleito antigo da plebe. Segundo Niebuhr, é mais provável que esta lei tenha sido apresentada durante a sua ditadura (313 a.C.) e suas conclusões se baseiam numa passagem corrompida de Varrão.

## Primeira ditadura (324 a.C.)
324 a.C. foi o segundo ano ditatorial, no qual não se elegeram cônsules. Lúcio Papírio dirigiu as operações militares como ditador no lugar de Lúcio Fúrio Camilo, que estava muito doente. Durante seu comando, ocorreu o episódio de seu duro conflito com seu próprio mestre da cavalaria (magister equitum), Quinto Fábio, que depois adquiriria o agnome "Máximo", um dos mais importantes generais romanos de sua época. Pouco depois de assumir o comando, uma dúvida quanto à validade dos auspícios que havia recebido antes de marchar contra o inimigo o obrigou a regressar a Roma para refazer o ritual. Quinto Fábio foi colocado no comando, mas com a ordem expressa de evitar qualquer enfrentamento contra os inimigos durante sua ausência. Mesmo assim, Fábio se deixou arrastar para uma batalha contra o inimigo perto de um local chamado "Imbrinium" ou "Imbrivium" e conseguiu uma grande vitória. Lúcio Papírio, exasperado pela falta de disciplina, se apressou em voltar para o comando para castigar o ofensor com a pena de morte. Só o afeto dos soldados o impediu, pois eles simpatizavam com Quinto Fábio e ameaçaram um motim. Quinto Fábio fugiu para Roma, onde o Senado e o povo intercederam em seu nome.
Lúcio Papírio se viu obrigado a perdoá-lo, mas jamais esqueceu a ofensa. Quando voltou ao exército, foi considerado um tirano pelas tropas e, por isto, foi derrotado em sua primeira batalha contra inimigo. Retornando a Sâmnio para continuar a campanha, mal visto pelos soldados por causa do conflito, liderou o exército a uma nova vitória numa batalha campal, que só não se transformou num sucesso total por causa do comportamento recalcitrante de seus soldados. Lúcio Papírio não se desesperou e reconquistou a confiança de suas tropas, liderando-as a uma terceira vitória em combate contra os samnitas, que, derrotados, imploraram a paz ao ditador. Esta vitória lhe valeu um triunfo.

## Segundo consulado (320 a.C.)
Foi eleito cônsul novamente em 320 a.C. com Quinto Publílio Filão, ano seguinte da vergonhosa derrota na Batalha das Forcas Caudinas. Os dois cônsules, com o exército, retornaram ao local da derrota para negociar as condições de paz impostas a Roma, deixando a negociação a cargo dos dois cônsules que as haviam aceitado, uma provocação que significava, de fato, o reinício dos combates. O objetivo era livrar a Apúlia dos samnitas.
Enquanto Públílio permaneceu em Sâmnio para enfrentar o exército samnita, Lúcio Papírio foi para Lucéria, a base de Caio Pôncio e onde estavam reféns os cavaleiros romanos desde a derrota em Focas Caudinas. O exército romano se reuniu em Argos Hippium, perto de Lucéria, sem encontrar resistência dos habitantes locais, que há muito tempo vinham sendo assediados pelos samnitas, e ali montaram a base de operações para os ataques aos samnitas. Porém, este fato é incerto, inclusive na época de Lívio, pois além da possibilidade de haver dois exércitos, cada um sob o comando de um cônsul, é possível que Lúcio Cornélio Lêntulo tenha sido nomeado ditador, tendo o próprio Lúcio Papírio como seu mestre da cavalaria (magister equitum).
É certo, porém que Lúcio Papírio se viu cercado pelo samnitas, que cortaram todas as suas linhas de suprimentos e teria sido derrotado se não fosse intervenção de Quinto Publílio, que havia derrotado os samnitas numa batalha perto de Cáudio O cerco de Lucéria ficou muito mais eficaz e os samnitas foram obrigados a aceitar um confronto em campo aberto, apesar de uma tentativa dos tarentinos de evitar o confronto. Os romanos venceram o combate e, pesando nos seiscentos cavaleiros ainda reféns dos samnitas em Lucéria, massacraram todos os inimigos derrotados na batalha.
Retomado o cerco, finalmente os samnitas, exauridos pela fome e pelas dificuldades do cerco, se renderam aos romanos, que, além do saque, exigiram que os 7 000 guerreiros samnitas, incluindo o comandante, Caio Pôncio, fossem humilhados pelo exército romano:
| “ | Com relação aos soldados, ele os fez passar sob a canga com apenas uma peça de roupa, mais para vingar a humilhação anterior do que para infligir uma nova. Não foi recusada nenhuma condição. Passaram sob a canga os 7 000 soldados, enquanto de Lucéria foi cobrado um enorme espólio. Todas as insígnias e armas perdidas em Caudio foram apreendidas e, — alegria maior que qualquer outra — foram recuperados os cavaleiros entregues aos samnitas que estavam presos em Lucéria como garantia de paz. Com esta repentina inversão da situação, nenhuma vitória do povo romano foi mais esplêndida e, ainda mais se for verdade o que encontrei em algumas crônicas, que Pôncio, filho de Herênio, comandante dos samnitas, passou também sob a canga com os demais para expiar a humilhação infligida aos cônsules. | ” |
|   | — Lívio, Ab Urbe condita IX, 15. |   |

Por esta vitória, Lúcio Papírio realizou um triunfo quando voltou a Roma.

## Terceiro consulado (319 a.C.)
Lúcio Papírio foi eleito cônsul novamente no ano seguinte, desta vez com Quinto Áulio Cerretano. Em seu mandato, continuaram as operações na Apúlia e deu-se a conquista de Satrico, que havia passado para os samnitas depois da derrota nas Forcas Caudinas.

## Quarto consulado (315 a.C.)
Em 315 a.C., foi eleito novamente, mais uma vez com Quinto Publílio Filão. Os dois cônsules permaneceram em Roma enquanto a campanha contra os samnitas era liderada pelo ditador Quinto Fábio Máximo Ruliano.

## Quinto consulado (313 a.C.)
Dois anos depois, foi eleito cônsul pela quinta vez, com Caio Júnio Bubulco Bruto. Os dois nomearam Caio Petélio Libo Visolo ditador para conduzir a campanha contra os samnitas.

## Segunda ditadura (309 a.C.)
Finalmente, em 309 a.C., quando a guerra havia chegada a um ponto perigoso, principalmente pela guerra simultânea contra os etruscos, Roma novamente recorreu a Lúcio Papírio Cursor, nomeando-o ditador mais uma vez. Este foi o penúltimo ano ditatorial da história de Roma, no qual não se elegeram cônsules. Seu objetivo principal era salvar o exército de Caio Márcio Rutilo Censorino, que estava em apuros na Apúlia. Porém, sua nomeação não foi fácil. O cônsul Quinto Fábio, que havia sido seu mestre da cavalaria e quase fora condenado por ele, recebeu ordens de nomeá-lo ditador. A lembrança dos eventos dezesseis anos antes tornou a decisão muito difícil, mas ele obedece o Senado e nomeia Papírio no meio da noite sem dizer uma palavra. Enquanto Quinto Fábio continuava à frente do exército que enfrentava os etruscos, Papírio assumiu o comando das legiões de reserva e foi para Sâmnio apoiar Caio Márcio. A posição do inimigo, apesar disso, era tão formidável, que, durante um tempo, ele se limitou a observá-los. Pouco depois, porém, derrotou completamente os samnitas em combate perto de Longula:
| “ | [...] tendo novamente lançado seu grito de guerra ao avançar, os samnitas começaram a fugir. O campo já estava cheio de pilhas de cadáveres e armas brilhantes. A princípio, os samnitas, aterrorizados, se refugiaram em seu acampamento, mas não conseguiram depois defendê-lo, pois foi conquistado antes do cair da noite, saqueado e incendiado. Por decreto do Senado, o ditador obteve um triunfo, cujo prêmio mais esplêndido foram as armas apreendidas dos samnitas. | ” |
|   | — Lívio, Ab Urbe condita IX, 40.. |   |

O triunfo de Lúcio Papírio ao retornar a Roma foi magnífico por causa das armas tomadas dos inimigos e escudos decorados em ouro foram distribuídos livremente por todo o Fórum Romano. Esta foi a última vez que ele foi mencionado, o que permite assumir que ele teria morrido logo depois.
Em paralelo, Quinto Fábio derrotou em combate os etruscos na Batalha do Lago Vadimo e na Batalha de Perúgia.